# Fritz Perls
Friedrich (Frederick) Salomon Perls (Berlin, 1893. július 8. — Chicago, Illinois, 1970. május 14.) közismertebb nevén Fritz Perls zsidó származású német pszichiáter, pszichoterapeuta, pszichológus.

## Amiről híres
Ő alkotta meg a „Gestaltterápia” fogalmát: ez a pszichoterápia azon fajtájára utal, amelyet ő és felesége, Laura Perls fejlesztettek ki az 1940–50-es években. 1964-ben kapcsolatba került az Esalen Intézettel, és itt élt 1969-ig. Az ő pszichoterápiás megközelítése hasonló, mégsem teljesen egyező a gestaltpszichológiával, valamint különbözik a Gestalt-féle teoretikai pszichoterápiától is.
A Gestaltterápia magját jelenleg az érzékelés felerősödött tudatossága, a percepció, a testi érzetek, az emóciók és a viselkedés képezik. A szelf, a környezete és a másik én közötti kapcsolat hangsúlyos.
Gyakran idézett a pszichoterápia birodalmán kívül is Perls azon kijelentése, amelyet Gestalt imának neveznek. Ez különösen igaz volt az 1960-as években, amikor az általa kifejezett individualizmus uralkodó volt.

## Életútja, munkássága
Fritz Perls 1893-ban született Berlinben, Németországban. Berlin cseh részén nőtt fel, része volt az expresszionizmusban és a dadaizmusban, valamint megtapasztalta a művészi avantgárd irányzat elfordulását a forradalmi baloldal irányába. Az első világháború frontvonalán való bevetés, a háborús trauma, az antiszemitizmus, a megfélemlítés, az elmenekülés és a holokauszt további lényeges momentumok, melyek befolyásolták életét.
Azt várták tőle, hogy jogot tanuljon, mint kiváló nagybácsija, Herman Staub, ellenben ő az orvostudományt választotta. Az első világháborúban a lövészárkokban dolgozott. A háború után orvosdoktorként levizsgázott, és Kurt Goldstein asszisztense lett, aki agysérült katonákkal foglalkozott. Perlst vonzotta a pszichoanalízis. Volt egy rövid és kevésbé kielégítő találkozása Sigmund Freuddal, és egy analízisen ment keresztül Wilheim Reich-kel.
1930-ban elvette feleségül Laura Perlst (született Lore Posner) és két gyermekük született, Renáta és István. 1933-ban Hitler hatalomra jutását követően a család István kivételével Hollandiába, egy évvel később Dél-Afrikába emigrált, ahol Fritz Perls pszichoanalitikus tréning intézetet hozott létre. 1942-ben csatlakozott a dél-afrikai hadsereghez, ahol katonai pszichiáterként szolgált kapitányi rangban 1946-ig. Dél-afrikai tartózkodása alatt Jan Smuts holizmusa nagy hatással volt rá. Ebben a periódusban írta meg első könyvét: 1942: Ego, hunger and aggression (=Ego, éhség és agresszió) címmel (1942-ben adták ki angol nyelven, majd újra publikálták 1947-ben, német nyelven 1969-ben publikálták). Laura Perls két fejezetet írt ebbe a könyvbe, de nem kapta meg az elismerést a munkájáért, amikor újra kiadták az Amerikai Egyesült Államokban.
Fritz és Laura Perls 1946-ban elhagyták Dél-Afrikát és New York-ba mentek, ahol Fritz Perls rövid ideig együtt dolgozott Karen Horney-jal és Wilheim Reich-kel. Egy vándorló periódus után – ez alatt Montréalban egy sétahajón szolgált pszichiáterként – Perls végül letelepedett Manhattanben. Megírta második könyvét a new york-i értelmiségi író Paul Goodman segítségével, aki Perls saját jegyzetei alapján írta meg a könyv teoretikus második részét. Kurt Lewin és Otto Rank munkái jelentősen befolyásolták Perlst és Goodmant. A könyv Gestaltterápia címmel került publikálásra 1951-ben, melynek az első empirikus részét Perls Ralph Hefferline-nal együtt írta. Ezután Fritz és Laura Perls megnyitották az első Gestalt Intézetet manhattani lakásukon, Fritz Perls pedig az Amerikai Egyesült Államokban kezdett utazni azért, hogy Gestalt műhelyeket és tréningeket vezényeljen.
1960-ban Fritz Perls New Yorkban hagyta Laurát és Los Angelesbe költözött, ahol Jim Simkinnel együtt tevékenykedett. 1963-tól Kalifornia államban, Big Surban tartott műhelyeket az Esalen Intézetnél. Ebben a periódusban kezdett érdeklődni Perls a Zen iránt, és belevette a mini-szatori (rövid ébredés) ötletét a gyakorlatába. Japánba is eljutott, ahol egy Zen kolostorban tartózkodott. Végül letelepedett Esalenben, ennek okán még egy házat is építtetett. Esalenben a tanítványai között volt Dick Price – a Gestalt gyakorlat megalkotója–, aki nagyrészt a Perlstől tanultakra alapozta elméleteit. 1969-ben Perls elhagyta Esalent és egy Gestalt közösséget indított Lake Cowichanben, a kanadai Vancouver Islanden, 1970. március 14-én hunyt el a chicagói Louis A. Weiss Memorial Kórházban, szívműtét utáni szívelégtelenség következtében.

## Magyarul
- The gestalt approach & Eye witness to therapy
- A Gestalt-terápia alapvetése / Terápia testközelből; ford. Turóczi Attila; Ursus Libris, Bp., 2004 (Emberközpontú pszichológia)[1][2]

## Fordítás
- Ez a szócikk részben vagy egészben a Fritz Perls című angol Wikipédia-szócikk fordításán alapul.  Az eredeti cikk szerkesztőit annak laptörténete sorolja fel. Ez a jelzés csupán a megfogalmazás eredetét és a szerzői jogokat jelzi, nem szolgál a cikkben szereplő információk forrásmegjelöléseként.